# Mikhail Rizzi
Mikhail Rizzi (XVI secolo – Qannubin, 21 settembre 1581) è stato un patriarca cattolico libanese, che ha ricoperto la carica di patriarca della Chiesa maronita tra il 1567 e il 1581.

## Biografia
Alla morte del patriarca Moussa Akari, il Santo Sinodo dei vescovi della Chiesa maronita elesse come suo successore l'eremita Mikhail Rizzi, il 29 marzo 1567. La conferma pontificia di quest'elezione avvenne solamente nel 1579, con due bolle di papa Gregorio XIII, la Cum postquam del 1º agosto e la Romani Pontificis del 18 settembre.
Il ritardo della conferma pontificia fu dovuto in particolare ad accuse di eterodossia, rivolte da ambienti della Curia romana alla Chiesa maronita. Per questo motivo il papa indisse un'inchiesta, che si protrasse per diversi anni e solo nel 1577 i risultati dell'indagine furono portati a Roma. Fu riconosciuta l'ortodossia del patriarca Mikhail, a cui il papa concesse il pallio.
Durante il patriarcato di Mikhail Rizzi si svolsero due legazioni pontificie in Libano, affidate a religiosi gesuiti. La prima ambasciata (1578-1579) fu guidata dai preti Eliano e Raggio, ed aveva come scopo quello di visitare la Chiesa maronita e cercare di portare al cattolicesimo le Chiese cristiane ortodosse della regione. Fu in quest'occasione che venne consegnato il pallio al patriarca. La seconda ambasciata (1580-1582), guidata dai padri Eliano e Giovan Battista Bruno, aveva come scopo quello di uniformare certe usanze e tradizioni maronite con quelle della Chiesa latina. Per questo motivo fu indetto un sinodo nel monastero di Qannubin, luogo di residenza dei patriarchi maroniti, nel mese di agosto del 1580.
Il patriarca morì il 21 settembre 1581; fu il legato Eliano ad amministrargli l'estrema unzione. Una settimana dopo i vescovi maroniti elessero il suo successore, il fratello del defunto, Sarkis Rizzi.